# (7968) Elst-Pizarro
Elst-Pizarro ist der Prototyp einer Klasse der Kometen, deren Bahn im äußeren Hauptgürtel liegt und nicht von der eines Asteroiden unterschieden werden kann, die aber auch eine Koma oder – wie Elst-Pizarro – im Perihel sogar einen Schweif ausbilden. Das Objekt hat deshalb auch die Doppelbenennung 133P/Elst-Pizarro und (7968) Elst-Pizarro.

## Eigenschaften
Elst-Pizarro wurde 1979 entdeckt und zunächst als Asteroid 1979 OW7 benannt – bei Aufnahmen 1996 im Perihel zeigte das Objekt jedoch einen deutlichen Staubschweif, so dass Elst-Pizarro mittlerweile neben einer Asteroidennummer auch als Komet in der Gruppe der Hauptgürtelkometen eingestuft wird. Elst-Pizarro ist damit neben (2060) Chiron, (4015) Wilson-Harrington, (60558) Echeclus und (118401) LINEAR eines von nur fünf Objekten (Stand: März 2007), die sowohl als Kometen als auch als Asteroiden eingestuft werden, wobei (3200) Phaethon möglicherweise ebenfalls in diese Gruppe fällt.
Die zeitlosen (nichtoskulierenden) Bahnelemente von (7968) Elst-Pizarro sind fast identisch mit denjenigen des größeren, wenn man von der Absoluten Helligkeit von 11,4 gegenüber 15,6 ausgeht, Asteroiden (3615) Safronov.
Der Himmelskörper gehört zur Themis-Familie, einer Gruppe von Asteroiden, die nach (24) Themis benannt wurde.